# Albert Edward Green
Albert Edward Green (né le 11 novembre 1912 à Londres; mort le 12 août 1999) est un mathématicien britannique spécialiste des grandes déformations élastiques.

## Biographie
Green a étudié à l’Université de Cambridge, où il a suivi les enseignements de Sydney Goldstein, Arthur Eddington et G. I. Taylor. En 1932 il se classe premier à la première partie des Tripos de mathématiques et en 1934 est Wrangler. L'intérêt suscité par ses premiers articles lui vaut le prix Smith en 1936 et une nomination comme Fellow de Jesus College. L’année suivante il soutient sa thèse sous la direction de Taylor. Au cours des années 1930 et 1940, il publie avec Taylor une série d'articles sur la répartition des contraintes dans les plaques anisotropes. En 1939, Green devient maître de conférence à l’Université de Durham puis obtient en 1948 la chaire de mathématiques appliquées de l’Université de Newcastle upon Tyne (à l'époque King´s College de l'Université de Durham). À Newcastle il préside la faculté de mathématiques aux côtés de Werner Wolfgang Rogosinski puis assume seul cette fonction à partir de 1959. En 1968 il est promu professeur Sedleien de Philosophie naturelle à l’Université d'Oxford (office détenu précédemment par le théoricien de l'élasticité Love). En 1977, Green prend sa retraite avec le titre de professeur émérite.
Dans le cadre d'un échange britto-germanique, il accueille dans son laboratoire de Newcastle Wolfgang Zerna, futur professeur à l'université de Hanovre. Il est en année sabbatique à l'Université Brown en 1955-56 puis en 1963-64, et collabore avec Rivlin. Il effectue également de nombreux séjours à Berkeley, où il travaille avec Paul M. Naghdi.

## Postérité
Green a consacré l'essentiel de ses recherches à la théorie mathématique de l'élasticité : élasticité linéaire jusqu'en 1940 puis grandes déformations et non-linéarités élastiques après 1945, et thermodynamique des milieux continus après 1960. Il a publié avec Rivlin les premières recherches sur les alliages à mémoire de forme, et a renouvelé avec Naghdi l'étude des milieux à directeur initiées par Cosserat cinquante ans plus tôt.
Green a été reconnu docteur honoris causa par plusieurs universités : Université de Cambridge (1943), Université d'Oxford (1968), Université de Durham (1969), Université nationale d'Irlande (1977). Il a été élu Fellow de la Royal Society en 1958. Ses travaux ont été couronnés par la Médaille Timoshenko (1974) et la Médaille Theodore von Karman (1983).

## Écrits
- (en coll. avec W. Zerna), Theoretical Elasticity, Clarendon Press, Oxford 1954[4], 2nde éd. 1968; Dover reprint, 1992, 2012
- (en coll. avec J. E. Adkins) Large elastic deformations and nonlinear continuum mechanics, Clarendon Press, Oxford 1960[5], 2nd edn. 1970
- A.E. Green, Reflections on 40 years in mechanics, discours prononcé à l’occasion de la remise de la médaille Timoshenko.